# Lee Naylor
Lee Martyn Naylor (Bloxwich, 19 marzo 1980) è un ex calciatore inglese, di ruolo difensore.

## Biografia
Suo fratello maggiore Martyn è a sua volta stato un calciatore professionista.

## Palmarès

### Club

#### Competizioni nazionali
- Campionato scozzese: 2

Celtic: 2006-2007, 2007-2008
- Coppa di Scozia: 1

Celtic: 2006-2007
- Coppa di Lega scozzese: 1

Celtic: 2008-2009